# Мост Шейбанихана
Мост Шейбанихана (узб. Zarafshon suvayirgʻich koʻprigi) — памятник архитектуры, построенный в 7-8 км к северо-востоку от Самарканда на левом берегу реки Зеравшан (Самаркандская область, Узбекистан). Мост был построен в 1502 году по приказу Мухаммед Шейбани. Мост являлся водо-делителем на реке Зеравшан и давал начало двум рукавам — Акдарья и Карадарья.

## История
Мост Шейбанихана находится в 7-8 км к северо-востоку от Самарканда на левом берегу реки Зеравшан. Сейчас он находится немного ниже железнодорожного моста в виде огромной кирпичной арки, которая является одним из пролётов этого моста. В исторических источниках мост упоминается под разными названиями, такими как «Арка Тимурлана», «Пули Шадман Малик» и «Мост Абдуллахана».
В середине XV века мост через реку Зеравшан разрушило селем. История строительства этого памятника подробно излагается в сочинении «Шейбани-наме» Камал ад-дин Бинаи, историка и поэта, жившего во второй половине XV- начале XVI века. В сочинении сказано, что Мухаммед Шейбани, в очередной раз с трудом перебираясь через реку, дал распоряжение построить новый мост. Специально для этого построили плотину, перекрывшую реку Зерафшан. Мост был длиною в 200 метров, состоящий из семи арок. Также неизвестно, когда и при каких обстоятельствах мост начал разрушаться.
Мост является сложным сооружением. Самаркандские мастера для него приготовили специальный раствор, который похож на современный цемент. В разных местах, в зависимости от степени соприкосновения с водой, использованы гипс, известь и растительная зола для изготовления раствора.

## Изучение
Инженер Богословский, отправленный в составе дипломатической миссии Царской России в Бухару в 1841 году, писал в своем дневнике, что видел этот мост уже разрушенным, от которого осталось три арки. Скорее всего две арки были разрушены во время землетрясения 1886 и 1898 года.
В 1962 году в результате археологических раскопок, проведенных Абдулахадом Мухаммаджоновым, были обнаружены и исследованы остатки обрушившихся второй и третьей арок моста. А также удалось выяснить, что конструкция выполнена из прямоугольных кирпичей шириной 26 или 27 см и толщиной 5 см. Ширина сохранившейся до сих пор арки составляет 21 метр 60 сантиметров. Конструкция состоит из двух слоёв, толщина нижней части 165 см, верхней части 125 см. Для усиления опоры и предотвращения его развала на правой стороне арки был установлена дополнительная опора.
По обеим сторона моста были сооружены перила, высотой и шириной в один метр и выполнены из жженого кирпича. Такой тип сооружения свидетельствует о том, что инженеры XVI века, проектировавшие это сооружение, учитывали меры безопасности переправляющихся через реку.

## Значение
Мост Шейбанихана играл важную роль для Самарканда. Из города караванные пути проходили через мост по дороге в Ташкентский оазис и в районы вдоль реки Сырдарья, в Ферганскую долину и Бухару. Кроме того, это сооружение служило водо-разделом Зарафшана на Акдарью и Карадарью. Ещё одно большое значение этого сооружения, это то, что оно регулировало воду в реке Зерафшан. Сооружение также отвечало за равномерное орошение земель возле Самарканда.
Единственная сохранившаяся арка моста имеет большое значение для изучения истории гидротехнических сооружений на территории Узбекистана.